# 岡澤浩和
岡澤 浩和（おかざわ ひろかず、1991年7月14日 - 福岡県糟屋郡出身）は、日本のアクション俳優、スタントマン。芸能事務所ワーサル所属、ワーサルインストラクター。

## 人物
武術では中国拳法を得意とし、2013年の九州大会では優勝、全国大会では7位の好成績をおさめる。その他、柔道・エスクリマ（フィリピンカリ）・忍術などのあらゆる格闘技を経験し、2016年に三重県で行われた第42回先進国首脳会議（通称：伊勢志摩サミット）に日本代表忍者の一員として出演。現在は福岡黒田忍者隊の頭領 兼 雷風刄のメンバーとしてパフォーマンスを各地で行っており、スタントマンとしては海外で実弾を使ったスタントや、交通安全のためのスケアードストレート教育技法(交通事故再現)の演目を行っている。またスポーツインストラクターとしては、身体に対する深い造詣を持ち、独自の超人・達人育成プログラム創作し、数多くのアスリートを育成している。

## 出演

### テレビ
- NHK福岡放送局：熱烈発信!福岡NOW （スケアードストレイト本人取材）
- 九州朝日放送：HKT青春体育部! （HKT48にバク転指導）
- NHK：NHKニュースおはよう日本 （スケアードストレイト本人取材）

### 映画
- TOKYO TRIBE2 （監督：園子温）
- 東京ヴァンパイアホテル （監督：園子温）
- 虎影 （監督：西村喜廣）
- 蠱毒 ミートボールマシン （監督：西村喜廣）
- HiGH&LOW THE RED RAIN （監督：山口雄大）

### ドラマ
- テレビ西日本：博多ステイハングリー （ヤクザ役）
- NHK：逃げる女 (2016年のテレビドラマ) （犯人役）

### ＣＭ
- トヨタカローラ福岡：トヨタ・RAV4 （スタント）
- 南島原市：南島原ブランディングムービー『突撃！南島原情報局【神回】』 （逆立ちミナミ役）

### ＭＶ
- Now go on!!Ninja：SCRAPS×福岡黒田忍者隊（出演、アクションコーディネート）